# Delosperma brunnthaleri
Delosperma brunnthaleri là một loài thực vật có hoa trong họ Phiên hạnh. Loài này được (A.Berger) Schwantes ex H.Jacobsen mô tả khoa học đầu tiên năm 1933.